# Ocupación japonesa de las islas Andamán y Nicobar

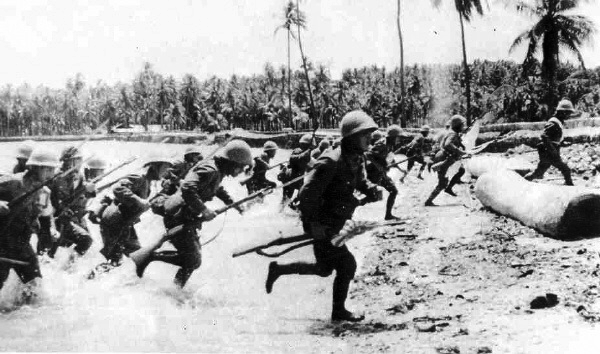
Japoneses desmebarcando en Andaman, marzo de 1942.

La ocupación japonesa de las islas Andamán y Nicobar ocurrió en 1942 durante la Segunda Guerra Mundial. Las Islas Andamán y Nicobar son un grupo de 139 islas (8.293 km²) ubicadas en la Bahía de Bengala a unos 1250 km de Kolkata, 1200 km de Chennai y unos 200 km de Birmania. Hasta 1938 el gobierno británico las había usado como una colonia penal para prisioneros políticos de la India y África, quienes eran encerrados en la famosa Cárcel Celular de Port Blair, la localidad y el puerto más grande de las islas. Actualmente, las islas son un Territorio de la Unión de India.
El único objetivo militar en las islas era la ciudad portuaria de Port Blair. La guarnición allí consistía de 300 milicianos Sikh con 23 oficiales británicos, reforzada en enero de 1942 por un destacamento Gurkha del 12.º Regimiento de las Fuerzas Fronterizas de la 16.ª Brigada de Infantería India. No obstante, luego de la caída de Rangún el 8 de marzo, los británicos se dieron cuenta de que Port Blair se había vuelto imposible de defender, y el 10 de marzo los Gurkhas fueron replegados a la península de Arakán.

## Fuerza invasora
Con el objetivo de cubrir su flanco marítimo, los japoneses enviaron una fuerza completa para tomar las islas. Esta fuerza consistía de las siguientes unidades y buques:
Retaguardia distante:
- Crucero Chokai (buque insignia)

4.ª División de Portaaviones:
- Portaaviones Ryujo (aunque estaba incluido en la lista, no realizó ninguna operación aérea)

7.ª División de Cruceros:

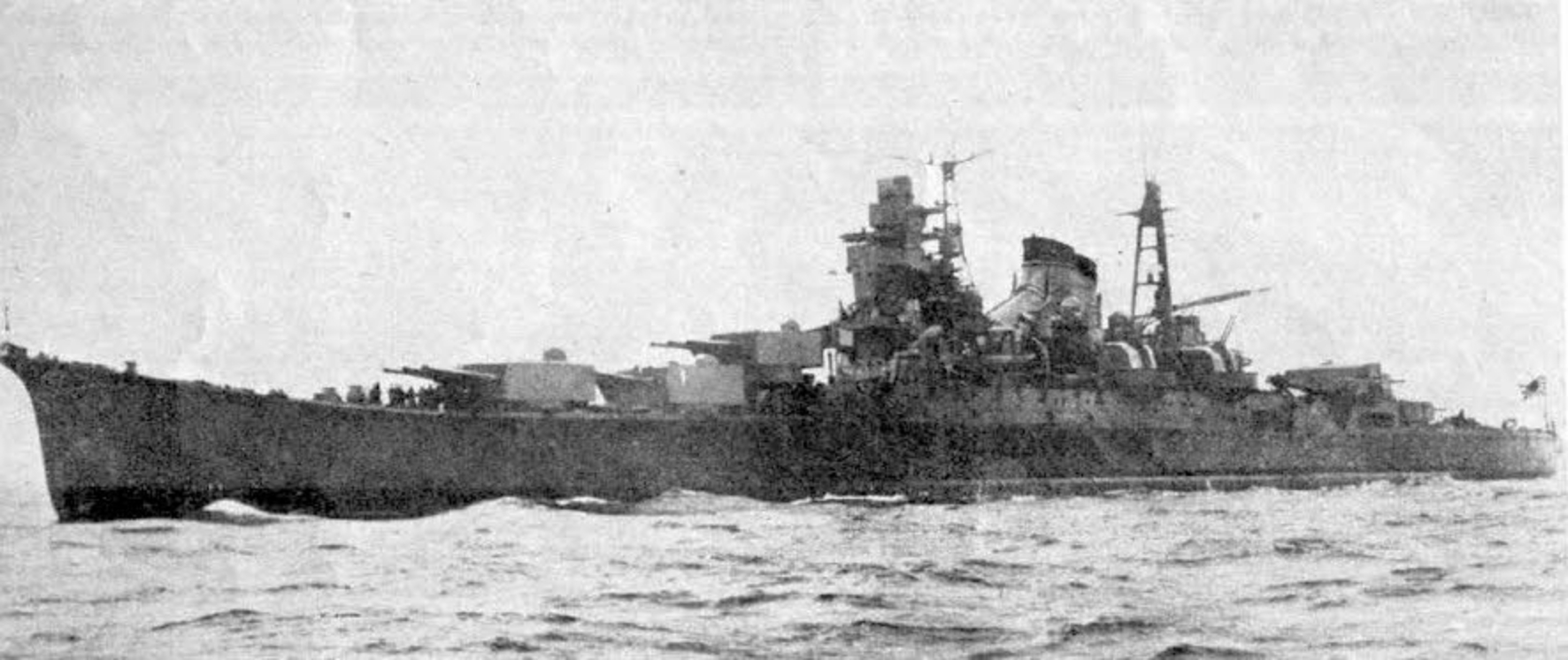
El Crucero pesado Kumano.

- Cruceros pesados- Kumano, Suzuya, Mikuma, Mogami

11.ª División de Destructores:
- Destructores - Fubuki, Hatsuyuki, Shirayuki y Murakami

Cobertura cercana:
3.º Escuadrón de Destructores
- Crucero ligero Sendai

19.ª División de Destructores
- Destructores-Isonami, Uranami, Ayanami

20.ª División de Destructores:
- Destructores- Amagiri, Asagiri, Yugiri, Shirakumo

Fuerza invasora:
Unidad de escolta #1
- Crucero ligero Yura

Fuerza de invasión japonesa
- 9 Transportes

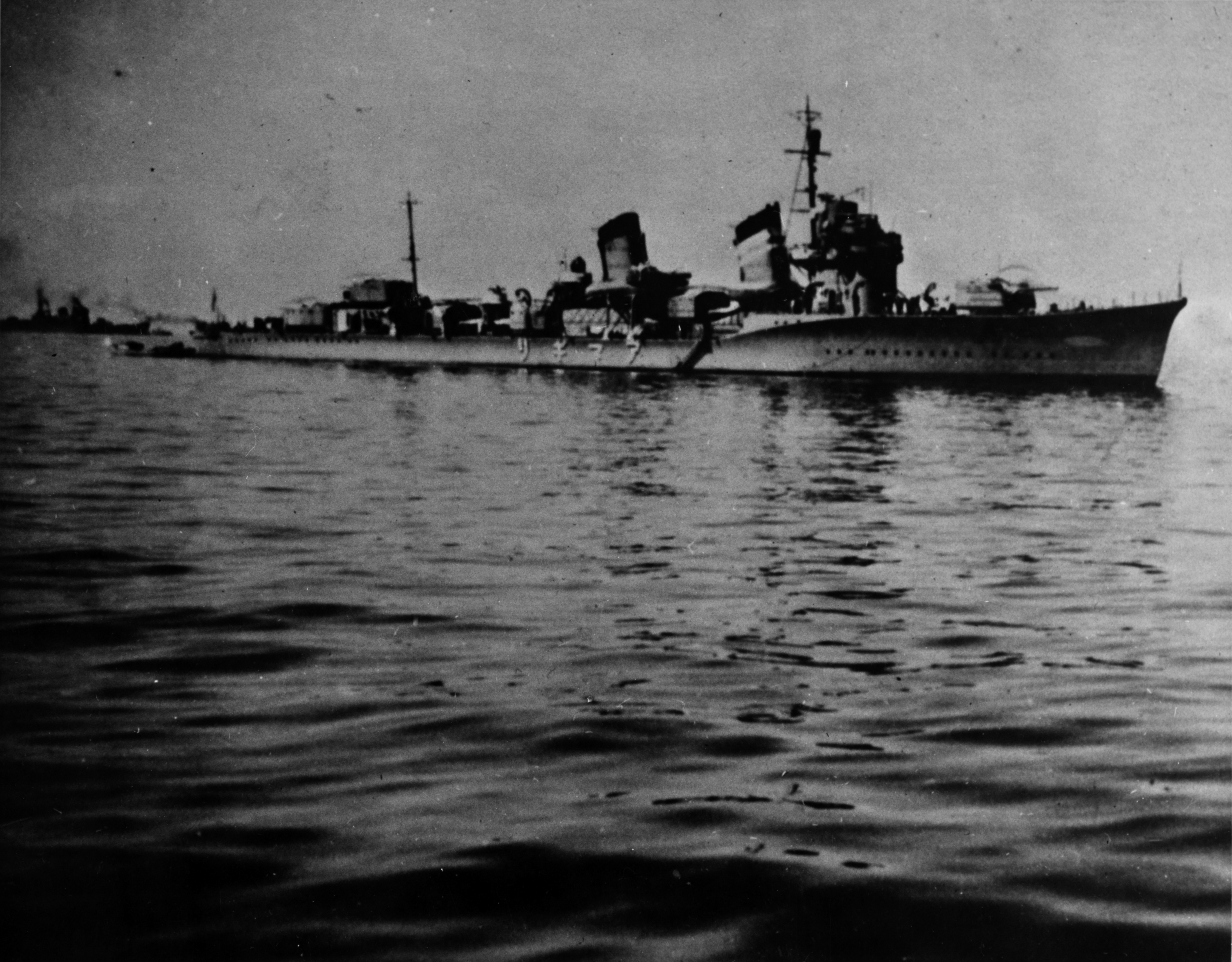
El HIJMS Amagiri antes de iniciada la guerra.

- 1 Batallón de la 18.ª División de Infantería
- Fuerza de la 9.ª Base
- Crucero de entrenamiento Kashii
- Buque escolta Shumushu
- Minador Hatsutaka
- Cañonero convertido Eiko Maru

1.ª División de dragaminas
- Dragaminas W1, W3, W4

91.ª División especial de dragaminas 91
- Dragaminas - Choko Maru, Shonan Maru #7, Shonan Maru #5

Unidad aérea
- Portahidroaviones Sagara Maru (operó al este de la isla Nicobar)

## Ocupación Japonesa

Mapa de las Islas, con la región de Port Blair resaltada.

Port Blair fue ocupado el 23 de marzo de 1942. La guarnición no ofreció resistencia alguna a los desembarcos, y fueron desarmados y confinados. Muchos de los milicianos Sikh que fueron capturados se unieron más adelante al Ejército Nacional Indio. Los oficiales británicos de la milicia fueron enviados a Singapur como prisioneros de guerra, mientras que el comisionado en jefe Waterfall, el subcomisionado mayor A.G. Bird y los demás oficiales administrativos británicos fueron encerrados. Los japoneses pronto liberaron a los prisioneros que tenían encerrados en la cárcel, uno de los cuales, Pushkar Bakshi, se convirtió en su principal colaborador. Las islas fueron puestas bajo la administración del Coronel Bucho, mientras que un número de oficiales subalternos indios administrativos fueron elevados a cargos con mayores responsabilidades. La defensa de las islas fue asignada al recientemente formado escuadrón de cazas del Kanoya Kokutai con base en Tavoy, al sur de Birmania. Este escuadrón de cazas era conocido anteriormente como Unidad Yamada, bajo el control del 22.º Koku Sentai, basado en Penang. Seis hidroplanos del Toko Kokutai fueron despachados el 26 de maro, con doce más llegando poco tiempo después. Dentro de las islas lo había una guarnición de aproximadamente 600 hombres, que junto con la fuerza policial, ahora bajo control japonés, eran los responsables de mantener el orden.
Oficiales Militares japoneses en las islas Andamán y Nicobar
- Yoshisuke Inoue: Comandante de la 35.ª Brigada Independiente Mixta, Islas Andamán
- Toshio Itsuki: Comandante de la 36.ª Brigada Independiente Mixta, Islas Nicobar
- Hideo Iwakuro: Oficial de enlace con el Ejército Nacional Indio.
- Mayor-General Saburo Isoda: Oficial de enlace con el Ejército Nacional Indio.

### Atrocidades cometidas por los japoneses
Los eventos que transcurrieron en los tres años de la ocupación no son fáciles de constatar, ya que los japoneses destruyeron todos los registros cuando se retiraron. Las principales fuentes son los testimonios recogidos en un reporte no publicado de un residente local llamado Rama Krishna: Las Islas Andamán bajo la ocupación japonesa 1942-5, otro reporte no publicado de un oficial británico, D. McCarthy: El intervalo Andamán (McCarthy fue enviado en una misión secreta a las islas en 1944), junto con las memorias de otros residentes mayores que fueron entrevistados por historiadores. Todos estos, y las obras publicadas basadas en ellos, concuerdan en que, durante la ocupación, los japoneses cometieron numerosas atrocidades contra la población local.
La primera víctima de la ocupación llegó el cuarto día después de los desembarcos japoneses. Un joven llamado Zulfigar Ali, molesto porque unos soldados habían perseguido unas gallinas hasta su casa, disparó un arama de aire comprimido contra ellos. Nadie resultó herido, pero se vio obligado a esconderse. Luego de veinticuatro horas fue capturado y obligado a marchar al maidan al frente del Club Browning. Allí sus brazos fueron torcidos hasta que se rompieron, y luego fue ejecutado. Un placa de cemento  en recuerdo de hechos ahora yace en el lugar. En los primeros días de la ocupación, los intelectuales locales (en su mayoría funcionarios públicos y doctores) fueron invitados a unirse a la Liga de la Independencia de India de Rash Behari Bose, y se formó un "Comité de Paz" entre sus miembros, encabezado por el Dr. Diwan Singh. En el transcurso de los meses siguientes hicieron lo posible para mitigar el sufrimiento de la población a manos de los japoneses, pero sin mucho éxito; incluso muchos de ellos terminaron siendo víctimas de los ocupantes.
Otro caso de abusos por parte los japoneses fue el del Mayor A.G. Bird (conocido como "Chirri" - pájaro en Hindi), uno de los pocos británicos que no fue enviado a Rangún ni Singapur. Los japoneses estaban determinados a hacer de Bird, al igual que cualquier otro británico, un ejemplo para los demás prisioneros. Según testigos oculares, Bird fue torturado de forma similar que Ali: se le torcieron las piernas y los brazos hasta que quebrarlas, y luego el Coronel Bucho le cortó la cabeza con una espada.
Además de estas ejecuciones, varias mujeres locales fueron reclutadas por Bakshi como "mujeres de confort" para la guarnición japonesa, aunque debido a descontentos, más adelante se llevaron a mujeres desde Corea y Malaya. Los japoneses construyeron un nuevo aeropuerto cerca de Port Blair, y para ello utilizaron trabajo forzoso. En octubre de 1942 se realizaron arrestos masivos de "espías", encarcelando a unas 300 personas en la Cárcel Celular, donde varios fueron torturados. De estos, siete fueron ejecutados, incluyendo a Narayan Rao, quien había sido Superintendente de Policía bajo la ocupación, Itter Singh, el Sub-Superintendente, Subedar Sube Singh de la Policía Militar y el Dr. Surinder Nag. Al darse cuenta de que los japoneses comenzaron a enfocarse en miembros influyentes de la población, los miembros de la Liga de la Independencia de India  se pusieron nerviosos, y redujeron su participación en actividades nacionalistas. En 1943, una segunda ola de terror se llevó a cabo por parte del nuevo comandante de la guarnición, el Coronel Jochi Renusakai, y el Jefe de la Policía, Mitsubashi, ambos de los cuales estuvieron estacionados anteriormente en Nankín. 600 personas fueron arrestadas y torturadas bajo su cargo, incluyendo al Dr. Diwan Singh, quien murió como resultado de sus heridas. A esas alturas de la guerra los japoneses consideraron que Bakshi ya no era útil para ellos y lo encarcelaron.
A medida que la comida se volvía escasa en 1945, los japoneses recurrieron a métodos incluso más desesperados. Entre 250 y 700 personas (las estimaciones varían) de la región de Aberdeen al sur de Andamán fueron deportadas a una isla inhabitada para cultivar comida. Según los relatos de un sobreviviente, un convicto de nombre Saudagar Ali que había sido liberado por los japoneses, al menos seis personas se ahogaron o fueron comidos por tiburones al ser empujados de sus botes en la oscuridad, mientras que el resto murió de hambre o fueron matados por piratas birmanos. Una misión de rescate fue enviada a la isla cuando terminó la ocupación y encontró solo doce sobrevivientes y más de doscientos esqueletos en la playa.
En total, se estima que unas 2.000 personas murieron en las islas como resultado de la ocupación, y por lo menos 501 fueron torturadas. Esa cantidad representa el 10% de la población de Port Blair antes de la guerra. Las bajas en las islas Nicobar (las cuales son mucho menos pobladas) fueron menores, ya que los japoneses no tenían una guarnición allí. No obstante en 1943 crearon un pequeño periodo de terror en Car Nicobar cuando raptaron nicobarenses para trabajos forzosos. La ocupación dejó un legado de rechazo hacia los japoneses, y hasta cierto punto hacia el Azad Hind que colaboró con los ocupantes, entre la generación que sufrió la ocupación.

## El Arzi Hukumat-e-Azad Hind
El 29 de diciembre de 1943, el control político de las islas pasó, en teoría, al gobierno de Azad Hind encabezado por Subhas Chandra Bose. Bose visitó Port Blair poco después de esta fecha para izar la bandera tricolor del Ejército Nacional Indio. Durante esta visita, la única que realizó a las islas Andamán y Nicobar, fue apartado cuidadosamente de la población local por parte de las autoridades japonesas. La población local hizo varios intentos de informarle sobre las penurias sufridas por la gente de Andamán durante la ocupación, y el hecho de que muchos nacionalistas indios se encontraban en la Cárcel Celular y estaban siendo torturados. Al parecer, Bose no se enteró de estos hechos, y algunos consideran que le "falló a su pueblo".  Luego de que Bose dejara las islas, los japoneses se quedaron con el control efectivo de las islas, y la soberanía del Azad Hind era en gran parte nominal. En este periodo las islas fueron renombradas Shaheed y Swaraj, que en español significan "mártir" y "auto-determinación", respectivamente. Bose designó como gobernador de las islas al General Loganathan, y se involucró muy poco con la administración del territorio. Durante su interrogación luego de terminada la Segunda Guerra Mundial, Loganathan admitió que él solo tenía control completo sobre lo que quedaba del departamento de educación de las islas. Declaró que terminó rechazando cualquier otra posición en el gobierno en forma de protesta luego de que los japoneses se hicieran cargo de las fuerzas policiales por completo. No pudo hacer nada para evitar la peor atrocidad de la ocupación, la masacre de Homfreyganj del 30 de enero de 1944, cuando cuarenta y cuatro civiles indios fueron ejecutados por los japoneses por sospechas de espionaje. Muchos de ellos eran miembros de la Liga de Independencia India. El Azad Hind retuvo el control nominal sobre las islas hasta 1945 cuando los británicos las retomaron, siendo este el único territorio que la organización llegaría a controlar.